# (9529) 1981 EF25
(9529) 1981 EF25 — астероїд головного поясу, відкритий 2 березня 1981 року.
Тіссеранів параметр щодо Юпітера — 3.497.